# رنه تبل
رنه تبل (انگلیسی: Rene Tebbel؛ زادهٔ ۱۲ فوریهٔ ۱۹۶۹) ورزشکار مسابقه اسب‌دوانی اهل آلمان است.
وی در مسابقات کشوری و بین‌المللی در مجموع برندهٔ ۱ مدال نقره شده‌است.